# Pour un instant, la liberté
Pour plus de détails, voir Fiche technique et Distribution.
Pour un instant, la liberté (Ein Augenblick Freiheit) est un film franco-turco- autrichien réalisé par Arash T. Riahi en 2008.

## Synopsis
Ce film suit le parcours de familles et d'individus ayant fui l'Iran et bloqués en Turquie dans leur long périple vers l'Europe ; il pose un regard plein d'humour et de sensibilité sur leurs déboires, les violences subies, mais aussi les contradictions qui les traversent dans cette situation sans issue : les rapports hommes / femmes, l'attitude par rapport à la religion, ...
Ali et Mehrdad tentent de fuir l'Iran avec les cousins de Mehrdad : Azi, 7 ans, et Arman, 5 ans, dans le but de les ramener à leurs parents qui vivent en Autriche. Mais ils doivent d'abord passer par la Turquie et attendre un hypothétique visa qui tarde à venir. Ils font alors la connaissance d'autres réfugiés iraniens : un couple et leur petit garçon cherchant à prouver aux pouvoirs publics qu'ils sont persécutés pour des motifs politiques ou encore un professeur et un jeune Kurde qui surmontent leurs difficultés quotidiennes grâce à un incroyable sens de l'humour... Des hommes et des femmes qui espèrent de toutes leurs forces entrer en Europe, terre de liberté...
Avec le soutien d’Amnesty International, de la FIDH, du Réseau Éducation Sans Frontières ...

## Fiche technique
- Titre français : Pour un instant, la liberté
- Titre original : Ein Augenblick Freiheit
- Titre international : For a Moment, Freedom
- Réalisation : Arash T. Riahi
- Date de sortie : France 28 janvier 2009
- Distributeur : K-Films Amérique (Québec)
- Pays de production :  Autriche,  France,  Turquie
- Durée : 111 minutes

## Distribution
- Payam Madjlessi : Hassan, le père de Kian
- Behi Djanati Ataï : Lale, la mère de Kian
- Navid Akhavan : Ali
- Pourya Mahyari : Mehrdad, le cousin d'Azi et de Arman
- Fares Fares : Manu, le kurde plein de vitalité
- Said Oveissi : Abbas, le vieil ami de Manu, professeur
- Elika Bozorgi : Azi, 7 ans, gamine expressive, rieuse et joueuse
- Sina Saba : Arman, le frère d'Azy, 5 ans et demi, fan de Bruce Lee
- Kamran Rad : Kian, le fils de Hassan et de Lale
- Ezgi Asaroğlu : Jasmine, la jeune turque dont Ali et Mehrdad tombent amoureux
- Kian Khalili : Kamran
- Numan Acar :

## Distinctions
- 2008 : Festival international des jeunes réalisateurs de Saint-Jean-de-Luz : prix du meilleur réalisateur